# Grand Prix de Wallonie 2000
La 41e édition du Grand Prix de Wallonie a eu lieu le 1er juin 2000. Elle a été remportée par l'Italien Alberto Elli.

## Classement final
Alberto Elli remporte la course en parcourant les 196 kilomètres en 4 h 42 min 5 s à la vitesse moyenne de 41,732 km/h.
| Classement final, | Classement final,  | Classement final, | Classement final,     | Classement final, |
|                   | Coureur            | Pays              | Équipe                | Temps             |
| ----------------- | ------------------ | ----------------- | --------------------- | ----------------- |
| 1er               | Alberto Elli       | Italie            | Deutsche Telekom      | en 4 h 42 min 5 s |
| 2e                | Didier Rous        | France            | Bonjour-Toupargel     | + 8 s             |
| 3e                | Kurt Van De Wouwer | Belgique          | Lotto-Adecco          | + 13 s            |
| 4e                | Dave Bruylandts    | Belgique          | Palmans-Ideal         | + 24 s            |
| 5e                | Peter Farazijn     | Belgique          | Cofidis               | + 1 min 58 s      |
| 6e                | Frédéric Finot     | France            | Crédit agricole       | m.t               |
| 7e                | Jürgen Vermeersch  | Belgique          | Palmans-Ideal         | + 2 min 2 s       |
| 8e                | Bert Roesems       | Belgique          | Tonissteiner-Colnago  | + 2 min 6 s       |
| 9e                | Frank Høj          | Danemark          | La Française des Jeux | + 0 min 12 s      |
| 10e               | Lennie Kristensen  | Danemark          | Fakta                 | m.t               |
| modifier          |                    |                   |                       |                   |